# ACS Poli Timișoara
ACS Poli Timișoara a fost un club profesionist de fotbal din Timișoara, România, ce a evoluat ultima oară în Liga a III-a 2021-2022.
Fondat la Recaș în 1917, clubul a preluat numele actual în 2012. El a fost finanțat de Primăria Municipiului Timișoara, care i-a conferit denumirea de Poli și culorile alb-violet cu care a activat în trecut echipa studențească Politehnica Timișoara, și mai târziu, Poli AEK Timișoara. Clubul a fost recunoscut în calitate de deținător oficial al palmaresului și succesorul legal al clubului inițial fondat în 1921, FC Politehnica Timișoara, între 2012 și 2021. În septembrie 2021, din cauza problemelor financiare, echipa nu s-a prezentat la două meciuri din Liga a III-a 2021-2022 și, drept urmare, a fost exclusă din campionat, marcând în același timp și desființarea clubului.
Poli Timișoara a jucat în mod tradițional în tricouri alb și violet, deși a folosit în trecut variații de alb-negru. Terenul clubului a fost inițial Stadionul Dan Păltinișanu, urmând ca mai apoi să se mute pe Stadionul Electrica.

## Istorie

### ACS Recaș și mutarea la Timișoara
Clubul ACS Recaș a fost înființat în 1917 și a petrecut mare parte din istoria sa în eșaloanele inferioare. Ascensiunea a început în 2009, când echipa a câștigat Liga a IV-a Timiș și a promovat în Liga a III-a. În primul sezon din liga a III-a, echipa a terminat pe locul 3, deși după finalul turului era lideră în clasament. În cele din urmă, ACS Recaș a promovat în Liga a II-a în 2012, cu un buget de 1 milion de lei.
În vara anului precedent, însă, orașul Timișoara rămăsese fără echipa sa fanion. Societatea patronată de Marian Iancu, și care administra echipa FC Politehnica Timișoara, și avea un contract de utilizare pe termen lung a brandului „Politehnica Timișoara” deținut de autoritățile locale timișorene, pierduse licența de club profesionist și, ca urmare, echipa sa fusese retrogradată în Liga a II-a. Deși și-a câștigat seria și deci, pe teren, dreptul de a promova, societatea a intrat în insolvență, iar echipa s-a desființat.
În aceste condiții, primăria municipiului Timișoara a decis să finanțeze echipa din Recaș, aducând-o să-și joace meciurile pe teren propriu în oraș; antrenorul Valentin Velcea al fostei FC Politehnica a fost adus la echipă, care a luat numele de ACS Poli Timișoara. Echipa a reușit să adune majoritatea jucătorilor care evoluaseră la Politehnica Timișoara și care acum erau liberi de contract, și a promovat în Liga I de pe locul 2 în seria a II-a. Mutarea a continuat însă să pună probleme. Cei mai mulți fani ai vechii echipe nu au dorit să încurajeze echipa de liga a II-a adusă în oraș și și-au înființat, împreună cu conducerea Universității „Politehnica”, clubul ASU Politehnica Timișoara, a cărui echipă au înscris-o în Liga a V-a și au susținut-o în număr mare chiar și în ligile județene. Marian Iancu a cedat către ACS Poli drepturile asupra culorilor și logotipului, acestea începând să fie utilizate din sezonul 2013-14.

### Sezoanele în liga I și a II-a
Echipa a avut parte de un sezon 2015-2016 dezamăgitor. Ea a început play-out-ul de pe locul 11 cu un obiectiv de a evita retrogradarea. Antrenorul Petre Grigoraș nu a reușit să își monteze jucătorii. Astfel, ACS Poli a terminat pe locul 13 și a retrogradat înapoi în Liga a II-a, iar situația clubului a devenit incertă. Însă, clubul Rapid București care promovase, s-a desființat, astfel că ACS Poli i-a luat locul. Din cauza mai multor datorii acumulate din sezonul precedent, echipa a început campionatul cu o penalizare de 14 puncte. În ciuda acestui fapt, Poli a reușit să se salveze de la retrogradarea directă, a terminat pe locul 12 și a jucat barajul cu UTA Arad, pe care l-a câștigat cu 5-2 la general și astfel a rămas în prima divizie. În sezonul următor nu a mai reușit menținerea în prima ligă, deși a terminat sezonul regular pe locul al 11-lea. După un play-out nereușit, confruntându-se din nou cu dificultăți financiare, ACS Poli a terminat pe penultimul loc (al șaptelea în play-out și al 13-lea în clasamentul general al ligii), la egalitate de puncte cu FC Voluntari, dar dezavantajată de rezultatele directe, și a retrogradat în Liga a II-a. În sezonul 2018-2019, ACS Poli a jucat în liga secundă și a avut un sezon dezastruos, înregistrând contraperformanța de a retrograda a doua oară consecutiv, de această dată în Liga a III-a.

### Retrogradarea în Liga a III-a și desființarea
În sezonul 2019-2020, această tendință a continuat, doar izbucnirea pandemiei de COVID-19 (care a dus la întreruperea campionatului) salvând echipa de o retrogradare în a patra ligă. După un sezon 2020-2021 de Liga a III-a decent ca rezultate, problemele financiare, care au continuat în toți acești ani, și-au spus în cele din urmă cuvântul, clubul rămânând fără jucători în lot la startul campionatului 2021-2022. Din cauza unei interdicții FIFA, ACS Poli nu a avut nici dreptul de a legitima noi jucători. Ca urmare, echipa nu s-a prezentat la primele două meciuri din cadrul noii ediții a Ligii a III-a. Acest lucru a dus la excluderea echipei din campionat și declararea falimentului.

## Stadion
ACS Poli Timișoara și-a disputat meciurile de pe teren propriu pe Stadionul Electrica, un stadion de 5.000 de locuri folosit în trecut de Ripensia Timișoara. Mutarea pe această arena a avut loc în toamna anului 2018 din cauza problemelor financiare și incapacității de a mai plăti chiria pe „Dan Păltinișanu”. Acesta este al doilea stadion ca mărime din România, construit în anul 1963, când avea 40.000 de locuri, dar care ulterior a scăzut la 32.972 de locuri. Încă de la înființarea sub actuala denumire, Poli Timișoara s-a stabilit pe cea mai mare arenă a orașului, unde au avut loc toate evenimentele din istoria clubului.

## Palmares

### Ligi
```
 
Liga I
```

- Locul 12 (1): 2016-17

```
 
Liga II
```

 Campioană (1): 2014–15
 Vicecampioană (1): 2012–13
```
 
Liga III
```

 Campioană (1): 2011–12
```
 
Liga a IV-a
```

 Campioană (1): 2008–09

### Cupe
```
 
Cupa României
:
```

- Semifinale (1): 2016–17

```
 
Cupa Ligii
:
```

 Finalistă (1): 2016–17

## Antrenori
- Valentin Velcea (15 august 2012 – 10 octombrie 2013)
- Aurel Șunda (10 octombrie 2013 – 16 martie 2014)
- Dan Alexa (16 martie 2014 – 21 august 2015)
- Florin Marin (25 august 2015 – 21 martie 2016)
- Petre Grigoraș (25 martie 2016 – 22 mai 2016)
- Ionuț Popa (24 mai 2016 – 5 februarie 2018)
- Leontin Grozavu (6 februarie 2018 – 15 aprilie 2018)
- Adrian Neaga (16 aprilie 2018 – 30 iunie 2018)
- Ionel Ganea (1 iulie 2018 – 20 august 2018)
- Ștefan Nanu (27 august 2018 – 13 decembrie 2018)
- Valeriu Răchită (13 decembrie 2018 – 30 iunie 2019)
- Silviu Bălace (4 septembrie 2019 – septembrie 2021)